# Balebreviceps hillmani
Balebreviceps hillmani е вид жаба от семейство Brevicipitidae. Видът е критично застрашен от изчезване.

## Разпространение
Разпространен е в Етиопия.

## Описание
Популацията на вида е намаляваща.